# Ypsolopha albistriatus
Ypsolopha albistriatus là một loài bướm đêm thuộc họ Ypsolophidae. Loài này có ở Nhật Bản và Nga.
Sải cánh dài 24–26 mm.